# Gemini Man (film)
Gemini Man è un film del 2019 diretto da Ang Lee.
La pellicola ha come protagonisti Will Smith, Mary Elizabeth Winstead, Clive Owen e Benedict Wong.

## Trama
Henry Brogan, un vecchio ricognitore ed ex-cecchino del corpo dei Marines che ora lavora come sicario per la Defense Intelligence Agency, viene inviato in missione per assassinare un terrorista. La missione rischia di fallire, a causa della presenza di una bambina sulla linea di tiro. Il colpo a distanza va a segno, anche se il cecchino aveva mirato alla testa e colpisce il bersaglio al collo. Henry decide di ritirarsi dal servizio governativo. 
Poco dopo Henry incontra la donna gestore del noleggio barche, Danny Zakarewski, e si ricongiunge con un vecchio amico, Jack. L'uomo gli rivela che un informatore di nome Yuri gli disse che l'uomo che Henry ha ucciso era innocente; richiedendo una prova di ciò che gli ha appena detto, Henry chiede a Jack di organizzare un incontro con Yuri. Il direttore dell'agenzia Lassiter però ha intenzione di ucciderlo e nega il permesso.
Henry, rendendosi conto che Danny non è altro che una collega agente inviata a controllarlo, fa amicizia con la donna. Dopo che alcuni agenti governativi hanno fatto irruzione in casa sua, Henry chiama il suo amico Jack, che però viene ucciso insieme alla sua amante sul suo yacht. Henry, a questo punto, raggiunge Danny e la mette in guardia sul fatto che l'agenzia li vuole entrambi morti e, poco dopo, riescono ad uccidere alcuni assassini che erano sulle loro tracce. 
I due scappano in Colombia, grazie all'aiuto di un ex-collega di Henry, il "Barone", nascondendosi a casa dell'amico. Ora, i tre hanno in programma di incontrare l'informatore Yuri per avere ulteriori opzioni decisionali. Nel frattempo, Clay invia il suo migliore assassino per uccidere Henry. Combattendolo, Henry si rende conto che l'assassino ha una strana somiglianza con sé stesso da giovane e con un insieme di abilità simile. Quando l'assassino ferito da Henry giunge in una casa sicura, si rivela essere il "figlio" adottivo di Clay.
Henry è turbato dalla sua rassomiglianza con l'assassino, che Danny suggerisce potrebbe essere suo figlio nonostante Henry neghi. Testando i campioni di DNA, Danny scopre che il suo DNA e quello di Henry sono identici: dunque, Junior è il clone più giovane di Henry. Alla ricerca di risposte, Henry incontra Yuri in Ungheria e viene a conoscenza del progetto di clonazione e che l'uomo che ha ucciso era uno degli scienziati del progetto. Dopo aver progettato un metodo per produrre cloni privi di dolore ed emozioni, lo scienziato ha abbandonato il progetto ed è stato ucciso.
Per cercare di convincere Junior ad allontanarsi da Clay Verris, Henry chiama Lassiter, che accetta di inviare Junior per riportare Danny in salvo negli Stati Uniti. Prendendo in consegna Danny, Junior prepara una trappola per Henry, ma lei lo avverte attraverso un dispositivo di intercettazione nascosto tra i denti. Tendendo un'imboscata all'assassino più giovane, Henry, dopo averlo bloccato, spiega a Junior che egli è un clone e riesce a convincerlo rivelando i loro tratti simili che nessun altro poteva sapere. Ritornando a GEMINI, un Junior dal cuore spezzato si confronta con Clay, che afferma di dover sconfiggere Henry per poterlo superare.
Dopo essere uscito furtivamente dall'edificio "Gemini", Junior trova Henry e si allea con lui per far cadere Clay, mentre Henry esorta Junior ad uscire dall'organizzazione per diventare migliore. Il Barone viene ucciso in un'imboscata ordinata da Clay, con Junior che riesce colpire Clay fino a farlo svenire dopo un breve combattimento corpo a corpo.
Dopo aver ucciso un'ondata di agenti "Gemini", Henry, Danny e Junior affrontano un altro agente. Dopo avergli sparato ripetutamente e riescono a ucciderlo. L'uomo è un clone più giovane di Henry, ma senza la capacità di provare emozioni e sentire il dolore. Un Clay sconfitto cerca di giustificare le sue azioni nei confronti di Junior, che quasi gli spara. Henry convince Junior a non farlo, gli sottrae l'arma e lo uccide lui stesso, avendo già convissuto con il pesante fardello dei morti fatti durante la carriera di assassino.
Assicuratosi che non vi siano più cloni in circolazione e che non ci sono più pericoli, Henry, in seguito, incontra Junior, che si è iscritto al college con l'identità fittizia di "Jackson Brogan", adottando il cognome della madre di Henry. Insieme, Henry e Danny progettano quindi il futuro di Jackson.

## Produzione

### Sviluppo
La pellicola ha avuto una fase di sviluppo lunga venti anni prima di entrare in produzione.
Il film, nato da un'idea di Darren Lemke, nel 1997 doveva essere prodotto dalla Walt Disney Pictures insieme a Don Murphy, sotto la regia di Tony Scott. Come prova per il film, il dipartimento di animazione ed effetti speciali della Disney, The Secret Lab, fece il cortometraggio Human Face Project, che garantiva la creazione di un clone più giovane in computer grafica del protagonista. Tuttavia il film non entrò mai in produzione a causa del lento sviluppo della tecnologia che serviva per il film.
Nel 2016 la Skydance acquista il film dalla Disney e Jerry Bruckheimer subentra nel progetto come produttore.

### Regia
Insieme a Tony Scott, furono presi in considerazione per la regia anche Curtis Hanson e Joe Carnahan.
Il 21 aprile 2017 Ang Lee viene scelto come regista.

### Sceneggiatura
La sceneggiatura originale di Darren Lemke viene riscritta negli anni da Billy Ray, Andrew Niccol, David Benioff, Brian Helgeland, Jonathan Hensleigh e dalla coppia Stephen J. Rivele-Christopher Wilkinson. Alla fine gli accreditati assieme a Darren Lemke sono Billy Ray e David Benioff.

### Casting
Nel corso degli anni, vari attori sono stati associati al ruolo da protagonista, tra i quali Harrison Ford, Chris O'Donnell, Mel Gibson, Jon Voight, Nicolas Cage, Clint Eastwood e Sean Connery.

### Riprese
Le riprese del film, effettuate in 4K 3D a 120 fps, sono iniziate il 27 febbraio 2018 a Glennville (Georgia) e proseguite tra Cartagena de Indias (Colombia) e Budapest, nei bagni Széchenyi.
Per rendere più credibile il clone più giovane interpretato da Will Smith, il regista Lee ha chiesto all'attore di recitare in modo peggiore per mostrare una versione più acerba del personaggio in modo da differenziarsi da quello adulto.
Il budget del film è stato di 138 milioni di dollari, arrivando a 240 milioni se si calcolano anche le spese pubblicitarie. Il budget è stato coperto per il 35% da Paramount Pictures, 35% dalla Skydance Media, 25% da Fosun Pictures e 5% da Alibaba Pictures.

### Effetti speciali
Gli effetti speciali del film sono curati dalla Weta Digital, con Bill Westenhofer come supervisore.

## Promozione
Il primo trailer del film viene diffuso il 23 aprile 2019.

## Distribuzione
(tagline del film)
La pellicola è stata presentata in anteprima al Zurigo Film Festival il 1º ottobre 2019, distribuita nelle sale cinematografiche statunitensi a partire dall'11 ottobre 2019 e in quelle italiane il 10 ottobre.

### Divieti
Negli Stati Uniti il film viene vietato ai minori di 13 anni per la presenza di "violenza e linguaggio non adatto".

## Accoglienza

### Incassi
A fronte di un budget di 138 milioni di dollari, la pellicola ha incassato 48546770 $ nel Nord America e 124922746 $ nel resto del mondo, per un totale di 173469516 $, segnando una perdita di 75 milioni di dollari per le quattro case di produzione che hanno finanziato il progetto.
Rivelatosi uno dei flop cinematografici del 2019, il sito Deadline lo posiziona al quarto posto dei flop dell'anno, con una perdita di 111,1 milioni di dollari.

### Critica
Dopo le proiezioni per la stampa statunitense, la critica ha apprezzato la tecnologia e le sequenze d'azione.
Sull'aggregatore di recensioni Rotten Tomatoes il film ha un indice di gradimento del 27% basato su 328 recensioni, con un voto medio di 4,68 su 10. Su Metacritic ottiene un punteggio di 38 su 100 basato su 49 recensioni.

## Riconoscimenti
- 2021 - Saturn Award[28]
  - Candidatura per il miglior film di fantascienza
- 2019 - National Film & TV Award[29]
  - Candidatura per il miglior produttore a Jerry Bruckheimer, David Ellison, Dana Goldberg e Dan Granger
- 2020 - AFCA Award
  - Candidatura per la miglior performance in motion capture ed effetti speciali a Will Smith
- 2020 - Taurus World Stunt Award
  - Candidatura per il miglior lavoro con un veicolo
- 2020 - VES Award
  - Candidatura per i migliori effetti visivi in un film a Bill Westenhofer, Karen M. Murphy, Guy Williams, Sheldon Stopsack e Mark Hawker
  - Candidatura per il miglior personaggio animato in un film a Paul Story, Stuart Adcock, Emiliano Padovani e Marco Revelant (Junior)